# Прокунино (Рыбинский район)
Проку́нино — деревня в Михайловском сельском округе Волжского сельского поселения Рыбинского района Ярославской области.
Небольшая деревня расположена на некотором удалении от левого берега реки Черёмуха. Деревня стоит к западу от автомобильной дороги, идущей по берегам Черёмухи из Рыбинска через Михайловское к Сельцо-Воскресенское. Эта дорога отделяет деревню от берега Черёмухи. В Прокунино от автомобильной отходит просёлочная дорога на расположенное в 500 метрах южнее Михалёво. Примерно в 1 км к востоку от Прокунино с другой стороны дороги и на берегу Черёмухи стоит относительно крупная деревня Васильевское. К западу и юго-западу от деревни начинается Великий Мох, одно из наиболее крупных болот в области, а к северо-западу обширный заболоченный лес.
Деревня Прокунина указана на плане Генерального межевания Рыбинского уезда 1792 года.
Центр сельской администрации — село Михайловское расположено по дороге в сторону Рыбинска, центр сельского поселения посёлок Ермаково существенно удалён — стоит на дороге Рыбинск — Ярославль и регулярный транспортный доступ к нему через Рыбинск. На 1 января 2007 года в деревне числилось 20 постоянных жителей. Почтовое отделение Сретенье обслуживает в деревне Прокунино 16 домов.